# Szlak Złamanych Traktatów
Szlak Złamanych Traktatów (ang. Trail of Broken Treaties, zwany też „Karawaną Szlakiem Złamanych Traktatów”) – protest tubylczych grup i organizacji ze Stanów Zjednoczonych i Kanady zorganizowany jesienią 1972 r. w USA w celu zwrócenia uwagi władz i społeczeństwa na kwestie naruszania traktatowych praw Indian, trudne warunki życia w rezerwatach i dyskryminację ludności tubylczej w Ameryce. Protest polegał na zjechaniu się karawan Indian z różnych części kraju do stolicy w celu wręczenia władzom postulatów zebranych na „Szlaku Złamanych Traktatów” (tzw. Dwadzieścia Punktów). Protest przerodził się w tygodniową pokojową okupację siedziby Biura do spraw Indian (BIA), zakończoną zawarciem kompromisowego „taktycznego” porozumienia, które nie rozwiązało jednak na dłuższą metę żadnego z podniesionych wtedy przez Indian problemów.

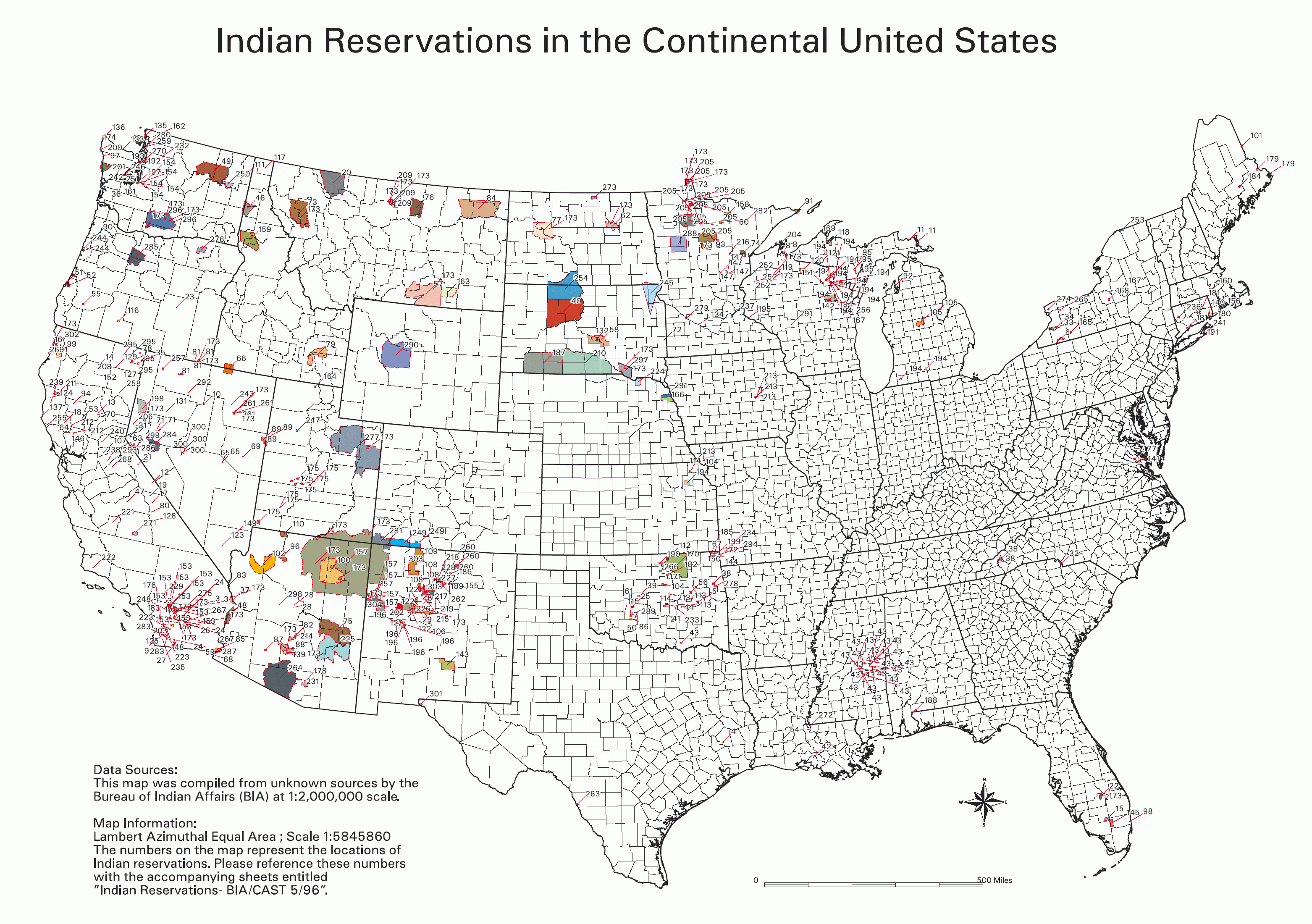
Mapa indiańskich rezerwatów w USA (indeks do mapy na stronie NAGPRA)

## Historia
Przygotowania do akcji, podczas których młodzi tubylczy działacze z różnych grup i organizacji (m.in. Dennis Banks, Russell Means, John Trudell, Oren Lyons, Hank Adams, Susan Shown Harjo, Allison Bridges, Reuben Snake) kontaktowali się ze sobą i jeździli między głównymi indiańskimi ośrodkami w kraju, zajęły kilka miesięcy. Wśród licznych organizacji wspierających kilka karawan samochodów i autobusów z Indianami, które w październiku 1972 r. wyruszyły z zachodu do Waszyngtonu, były Ruch Indian Amerykańskich (AIM), Krajowe Braterstwo Indian (NIB) z Kanady, Fundacja Praw Tubylczych Amerykanów (NARF), Krajowa Rada Indiańskiej Młodzieży (NYIC), Krajowa Rada Indian Amerykańskich (NAIC), Komitet Indian Amerykańskich ds. Nadużywania Alkoholu i Narkotyków (AICADA) oraz wiele lokalnych grup z rezerwatów i tubylczych gett w wielkich miastach (a także niektórzy członkowie prorządowych rad plemiennych).
W Minneapolis uczestnicy Szlaku Złamanych Traktatów przyjęli dokument programowy, tzw. Dwadzieścia Punktów (Twenty Point Position Paper), który na początku listopada, na tydzień przed wyborami prezydenckimi w USA, przedstawili przedstawicielom władz. 
Od 3 do 9 listopada w stolicy USA przebywało blisko tysiąc tubylczych Amerykanów z ok. 25 stanów. Zdesperowani Indianie zajęli bez oporu waszyngtońską siedzibę Biura do spraw Indian, okupując ją przez 7 dni – do czasu wynegocjowania kompromisowego porozumienia (w tym obietnicy odpowiedzi rządu na Dwadzieścia Punktów i gwarancji bezpieczeństwa dla uczestników akcji). Opuszczając – zdewastowaną częściowo – siedzibę BIA liderzy Karawany zabrali część przechowywanych tam dokumentów, mających – ich zdaniem – dowodzić słuszności zarzutów i postulatów tubylczej społeczności względem władz USA.
Przedstawiciele rządu obiecali Indianom rozważyć „Dwadzieścia Punktów” i odpowiedzieć na nie w ciągu 60 dni. 9 stycznia 1973 r. Biały Dom opublikował swoją odpowiedź, ale tylko w nikłym stopniu odnosiła się ona do tubylczych postulatów, które dotyczyły przywrócenia możliwości zawierania traktatów z indiańskimi ludami, przestrzegania praw zapisanych w historycznych traktatach oraz nadania oficjalnym relacjom z „indiańskimi narodami” szczególnego statusu „stosunków traktatowych”. Władze odrzuciły Dwadzieścia Punktów w oparciu o dyskusyjne założenie, że ustawa o obywatelstwie Indian z 1924 r. zabrania podpisywania traktatów z tubylczymi ludami odkąd ich członków uznano za obywateli USA. Nie rozważano, jakie znaczenie mogą mieć propozycje liderów Szlaku Złamanych Traktatów dla rozwiązania aktualnych wtedy problemów społecznych, nie odniesiono ich też do norm współczesnego prawa międzynarodowego.
Niesatysfakcjonująca, zdaniem części liderów Karawany, odpowiedź rządu na postulaty uczestników Szlaku Złamanych Traktatów, przejawy dyskryminacji Indian oraz przypadki represjonowania tubylczych działaczy stały się – obok problemów lokalnych – przyczyną spektakularnej i dramatycznej 71-dniowej indiańskiej okupacji Wounded Knee w rezerwacie Pine Ridge w Dakocie Południowej (miejsca masakry Siuksów z 1890 r.), w której kilka miesięcy później wzięli udział tradycyjni Siuksowie i działacze AIM z całego kraju, w tym wielu weteranów jesiennej Karawany.